# Конвой свободи
Конвой свободи (англ. Freedom Convoy, фр. Convoi de la Liberté) — протести в Канаді на початку 2022 року проти вимог щодо вакцини проти COVID-19 для повторного в'їзду в країну сухопутним транспортом, запроваджених урядом Канади 15 січня 2022 року. Демонстранти вимагали скасування всіх карантинних обмежень, висловили ряд антиурядових претензій, зокрема, проти прем'єр-міністра Джастіна Трюдо, та заявили, що не покинуть Оттаву та інші місця блокад, доки не будуть скасовані всі обмеження.

## Передумови
15 січня 2022 року прикордонні служби Канади та США вимагали від усіх далекобійників, які перетинають кордон, мати або паспорт вакцинації, або ПЛР-тест, або провести двотижневий карантин. На кордоні з США утворилися величезні затори, ПЛР-тестів не вистачало, а велика кількість далекобійників не пройшла повний курс вакцинації.

## Перебіг подій
- 22 січня — початок акції далекобійників в Принс-Руперті і Принс-Джорджі (Британська Колумбія).
- 24 січня — колона з 1200 транспортних засобів в'їхала до Реджайни, Саскачеван, де її зустріли прихильники.
- 29 січня — далекобійники прибули до Оттави. Основна вимога — скасування всіх карантинних обмежень, введених у зв'язку з пандемією.
- 30 січня — масова акція протесту в Оттаві. Трюдо з сім'єю переїхали в «секретне місце» на тлі протестів.
- 31 січня — на краудфандинговій платформі GoFundMe зібрано понад 9 мільйонів канадських доларів на підтримку учасників протесту.
- 1 лютого — акція протесту в Оттаві.
- 6 лютого — введення надзвичайного стану в Оттаві[2].
- 7 лютого — протестувальники заблокували найбільший міжнародний прикордонний перехід міст Амбассадор[3].
- 11 лютого — прем'єр-міністр Онтаріо Даг Форд оголосив у провінції надзвичайний стан[4].
- 14 лютого — Трюдо ввів в дію закон 1988 року про НС через дії протестувальників[5]. Поліція, виконуючи рішення суду Онтаріо, розблокувала міст Амбасадор, який був заблокований протестувальниками тиждень[6].
- 15 лютого — очільник поліції Оттави Пітер Слолі подав у відставку[7].
- 23 лютого — надзвичайний стан в Онтаріо припинено[8].

## Підтримка
- Частина депутатів Консервативної партії, включно з П'єром Полієвом, висловили свою підтримку «Конвою свободи» та далекобійникам.
- Різні консервативні американські політики підтримали «Конвой свободи», в тому числіи Стів Дейнс,[9] Джим Бенкс, Ден Бішоп,[9] Джим Джордан, Кевін Маккарті, Стів Скаліс,[10] Губернатор Флориди Рон Де-Сантіс, колишній Голова адміністрації Білого дому Марк Медовз, колишній Президент Дональд Трамп, та Дональд Трамп-молодший.